# 1860 na ciência

## Eventos
- Observação ou predição do elemento químico Césio[1][2]
- Stanislao Cannizzaro ressuscita a ideia de Avogadro de moléculas diatômicas e compila uma tabela elementos por massa atômica, apresentando-a durante o Congresso de Karlsruhe de 1860. A tabela pôs fim a mais de uma década de fórmulas moleculares e massas atômicas conflitantes e influencia Dmitri Mendeleev a descoberta da periodicidade dos elementos.[3]
- De 3 a 5 de setembro, é realizado o Congresso de Karlsruhe, o primeiro congresso internacional de química.[4]

## Nascimentos
| Data            | Nome                               | Profissão                     | Nacionalidade                         | Observações                                                                      | Ref               |
| --------------- | ---------------------------------- | ----------------------------- | ------------------------------------- | -------------------------------------------------------------------------------- | ----------------- |
| 14 de fevereiro | Waldemar Lindgren                  | engenheiro e geólogo          | Suécia                                | m. 1939 Medalha de Ouro Penrose 1928 Medalha Penrose 1933 Medalha Wollaston 1937 | [ 5 ] [ 6 ] [ 7 ] |
| 27 de fevereiro | Gustaaf Adolf Frederik Molengraaff | geólogo, biólogo e explorador | Países Baixos                         | m. 1942 Medalha Wollaston 1936                                                   | [ 7 ]             |
| 7 de junho      | William Whitehead Watts            | geólogo                       | Reino Unido da Grã-Bretanha e Irlanda | m. 1947 Medalha Murchison 1915 Medalha Wollaston 1927                            | [ 8 ] [ 7 ]       |

## Mortes
| Data | Nome | Profissão | Nacionalidade | Observações | Ref |
| ---- | ---- | --------- | ------------- | ----------- | --- |

## Prémios
Medalha Copley
- Robert Bunsen[9]